# دور دنیا با جیب خالی
دور دنیا با جیب خالی فیلمی به کارگردانی خسرو پرویزی و نویسندگی سعید مطلبی محصول سال ۱۳۴۹ است.

## خلاصه داستان
دختری ربوده می‌شود و دو دوست که با دختر نسبتی دارند به تعقیب سارقان و جستجوی دختر از رم تا ناپل، کاپری، تورنتو و از پاریس تا لندن، هامبورگ، برلین، ژنو، آتن و استانبول می‌پردازند و سرانجام تبهکاران گرفتار شده و آن دو با دختر به ایران بازمی‌گردند…

## بازیگران
- بهروز وثوقی گوینده چنگیز جلیلوند
- رضا بیک ایمانوردی گوینده منوچهر اسماعیلی
- پوری بنایی گوینده ژاله کاظمی

## سرپرست گویندگان
- چنگیز جلیلوند